# Bodman-Ludwigshafen

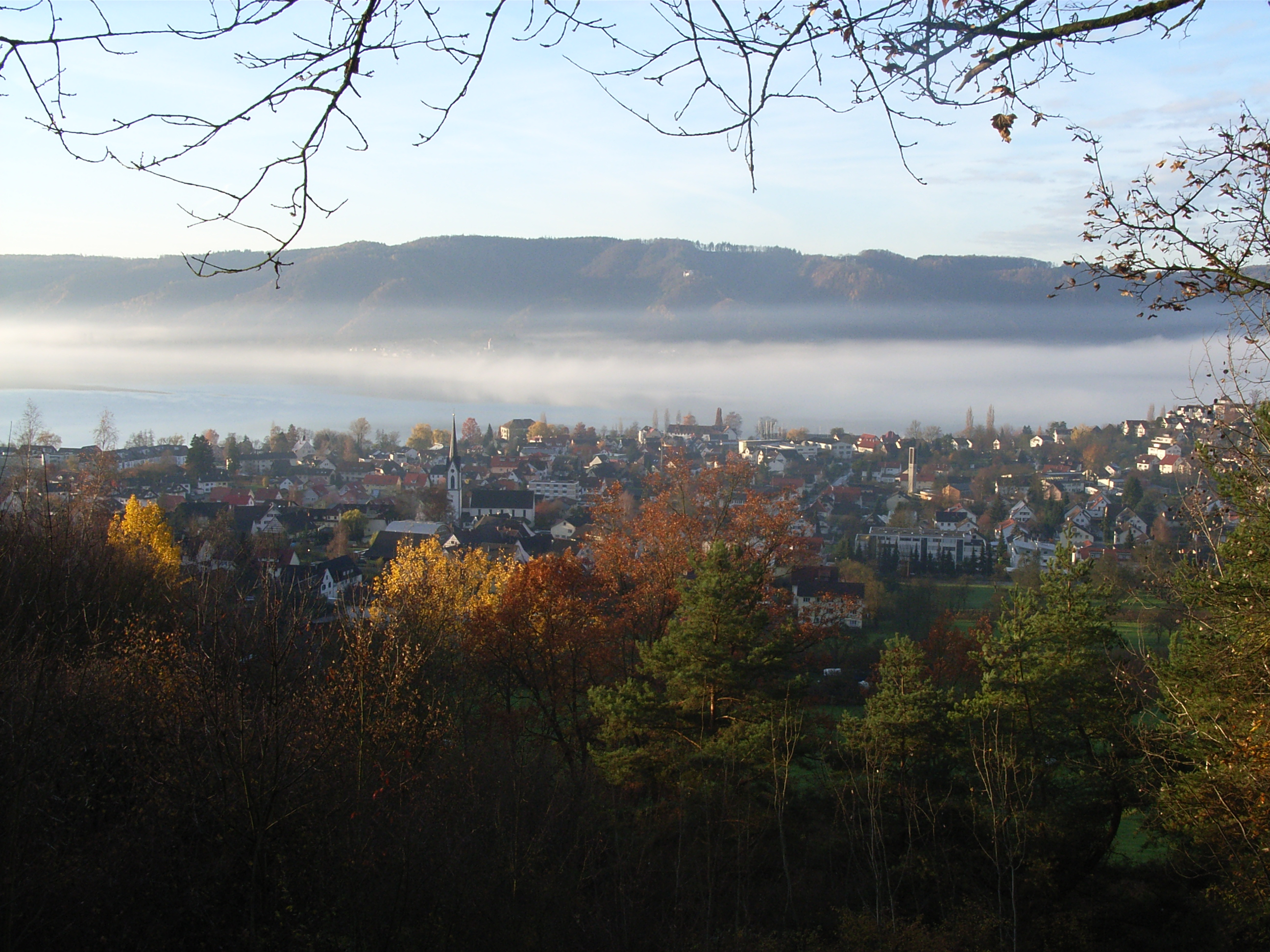
Ludwigshafen

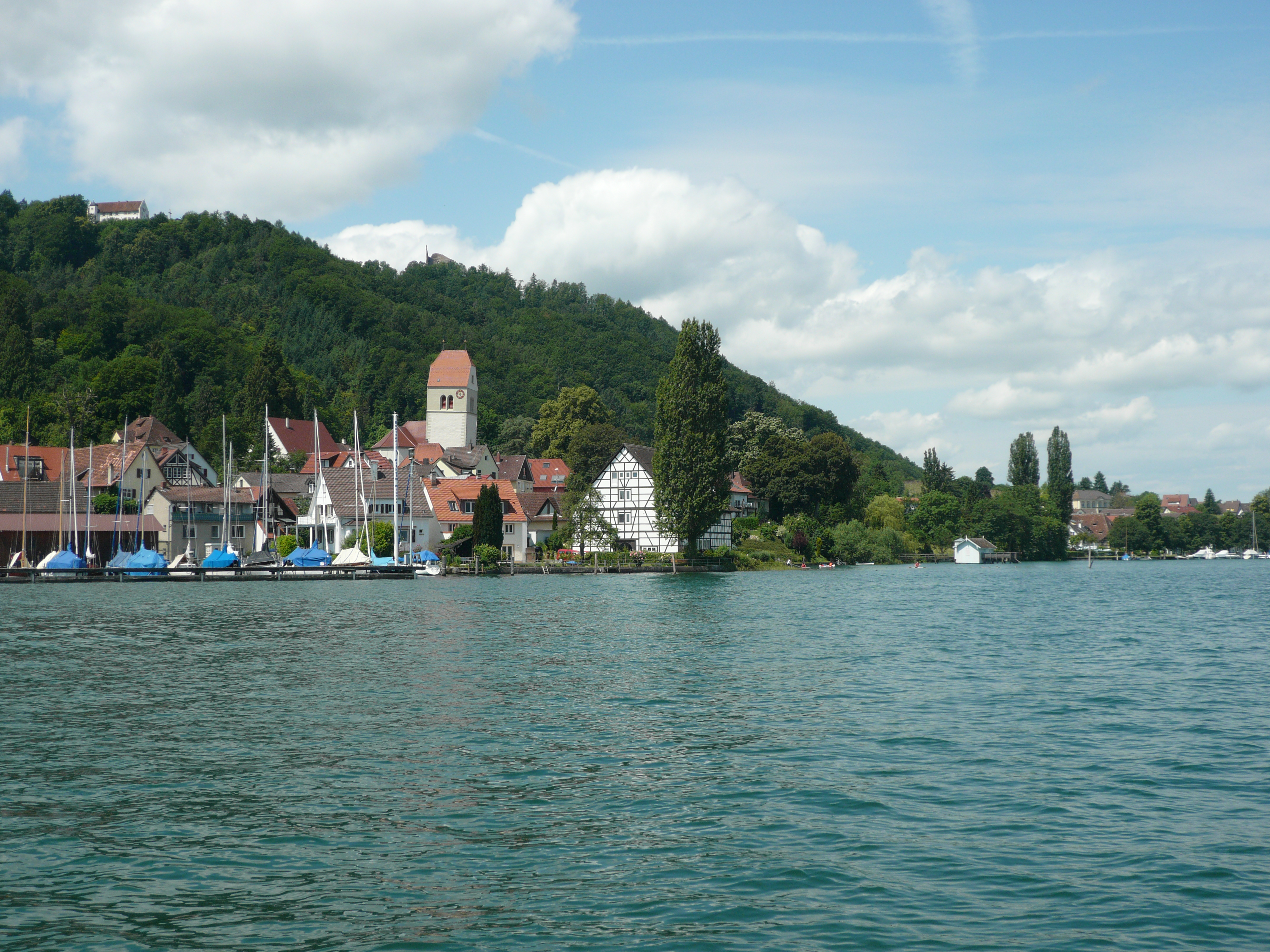
Blick auf Bodman vom Bodensee

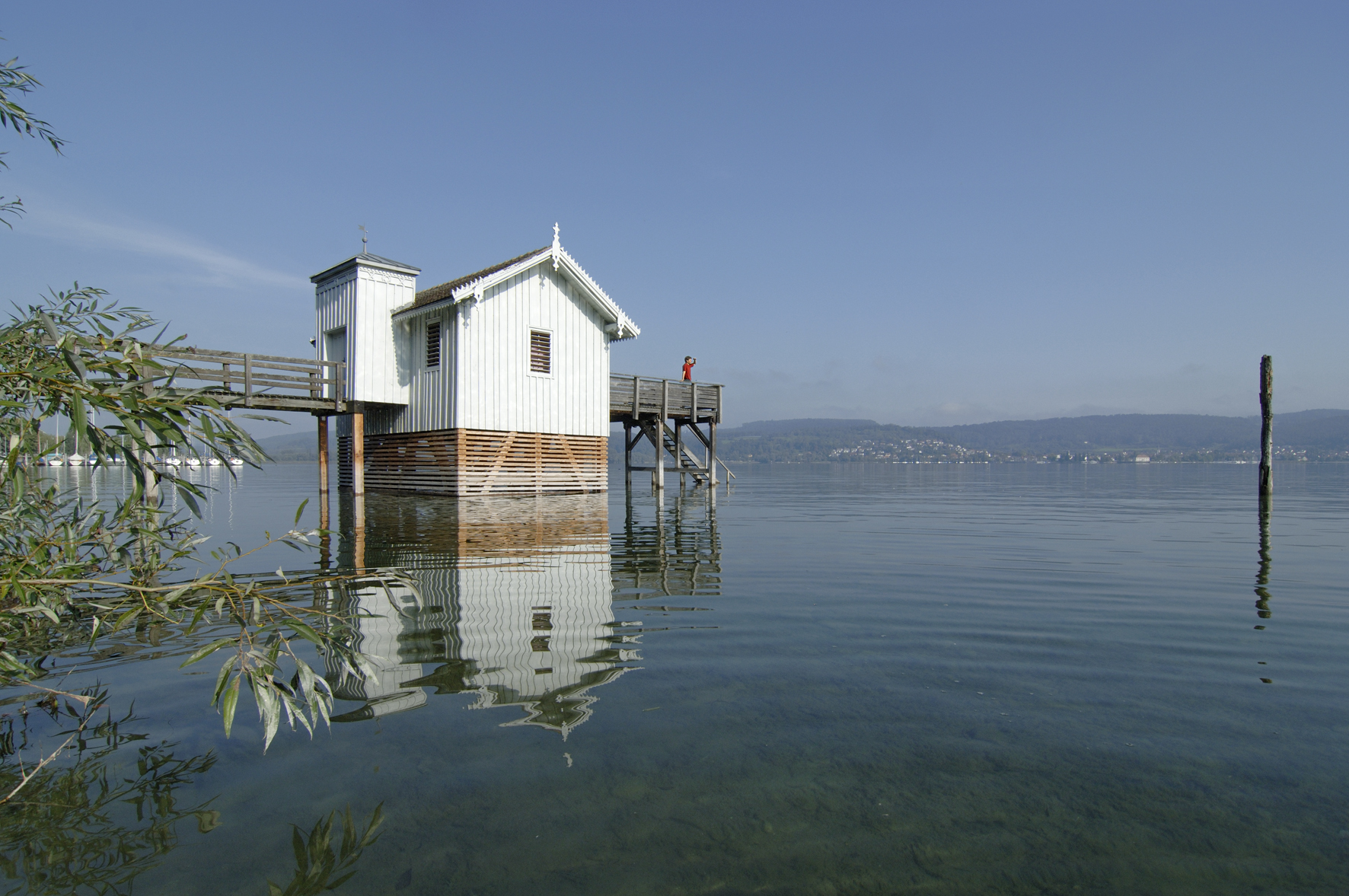
Badehaus in Bodman

Bodman-Ludwigshafen ist eine Gemeinde, die am 1. Januar 1975 aus den bis dahin selbstständigen Gemeinden Bodman und Ludwigshafen am Bodensee (ehemals Sernatingen) hervorgegangen ist. Die Gemeinde liegt am Bodensee und gehört zum baden-württembergischen Landkreis Konstanz in Deutschland.

## Geographie

### Geographische Lage
Bodman-Ludwigshafen liegt am westlichen Ende des Überlinger Sees mit Bodman auf der Süd- und Ludwigshafen auf der Nordseite des Seearms. Die Gemeinde gehört zum Hegau. Zwischen Bodman und Ludwigshafen erstreckt sich das Naturschutzgebiet Aachried, in dem seltene Vögel und Pflanzen ein Refugium gefunden haben.

### Gemeindegliederung
Die Gemeinde Bodman-Ludwigshafen besteht aus den ehemaligen Gemeinden Bodman und Ludwigshafen am Bodensee mit insgesamt 15 Dörfern, Weilern, Höfen und Häusern. Zur ehemaligen Gemeinde Bodman gehören das Dorf Bodman, der Weiler Bodman-Sommerhalde, die Höfe Bodenwald, Mooshof und Rehmhof und die Häuser Frauenberg und Späth, Espasinger Straße. Zur ehemaligen Gemeinde Ludwigshafen am Bodensee gehören das Dorf Ludwigshafen am Bodensee, die Höfe Blumhof, Bühlhof, Ober-Laubegg, Unter-Laubegg und Weierhof, Haus und Gehöft Regentsweiler und die Häuser Laubegg-Forsthaus. In Bodman aufgegangenen ist die Ortschaft Weiler und im Gebiet der ehemaligen Gemeinde Bodman liegt die Burgruine Altbodman und das heutige Bodendenkmal der ehemaligen Wallburg Burg Hals.

## Geschichte

### Bodman
In Bodman wurden Pfahlbauten aus der Stein- und Bronzezeit gefunden. Unter dem Namen „Prähistorische Pfahlbauten um die Alpen“ hat die UNESCO im Juni 2011 insgesamt 111 Pfahlbaufundstellen in sechs Alpenländern als grenzüberschreitendes Weltkulturerbe anerkannt, darunter auch die Fundstelle in Bodman-Schachen.
Aus römischer Zeit ist zwei Kilometer westlich des heutigen Dorfes Bodman, im Gewann „Auf Mauren“ am Ausgang des Dettelbachtales, eine villa rustica mit Hypokaustenheizung wohl aus der zweiten Hälfte des 1. Jahrhunderts nachweisbar, sie wurde bereits 1686 ergraben. Ebenso fanden sich hier zwei Bronzegefäße.
Im Gewann „Fraasen“ unterhalb der sogenannten „Bodenburg“ steht ein Grabhügel.
Aus der Völkerwanderungszeit stammt nordöstlich des Dorfes auf halber Bergeshöhe bei der „Bodenburg“ ein alemannisches Reihengräberfeld.
Im 9. Jahrhundert stand in Bodman eine Pfalz der Karolinger mit dem Namen Potamico (diente als Namensgebung für den Bodensee), die von Ludwig dem Deutschen und Karl dem Dicken genutzt wurde, hier wurde 759 Othmar gefangengesetzt. 1277 erwarb Johann von Bodman die Pfalz von König Rudolf von Habsburg.
„Durch die Abschleifung der Sprache wurde aus Potamanns Bodam, Bodan, Bodensee und das Geschlecht zu Rittern von Bodman, und der Bergrücken zwischen den beiden Seen, der hauptsächlich den Rittern gehörte, zum Bodanrück, und das Dorf zu Bodman.“
Für Bodman gab es im 19. Jahrhundert die Schreibweise Bodmann. Das Staatsministerium genehmigte 1884 den Antrag von Johann Franz von Bodman (1835–1906) auf Angleichung an die Schreibweise seines Namens und veröffentlichte die Änderung im Staatsanzeiger für das Großherzogtum Baden.

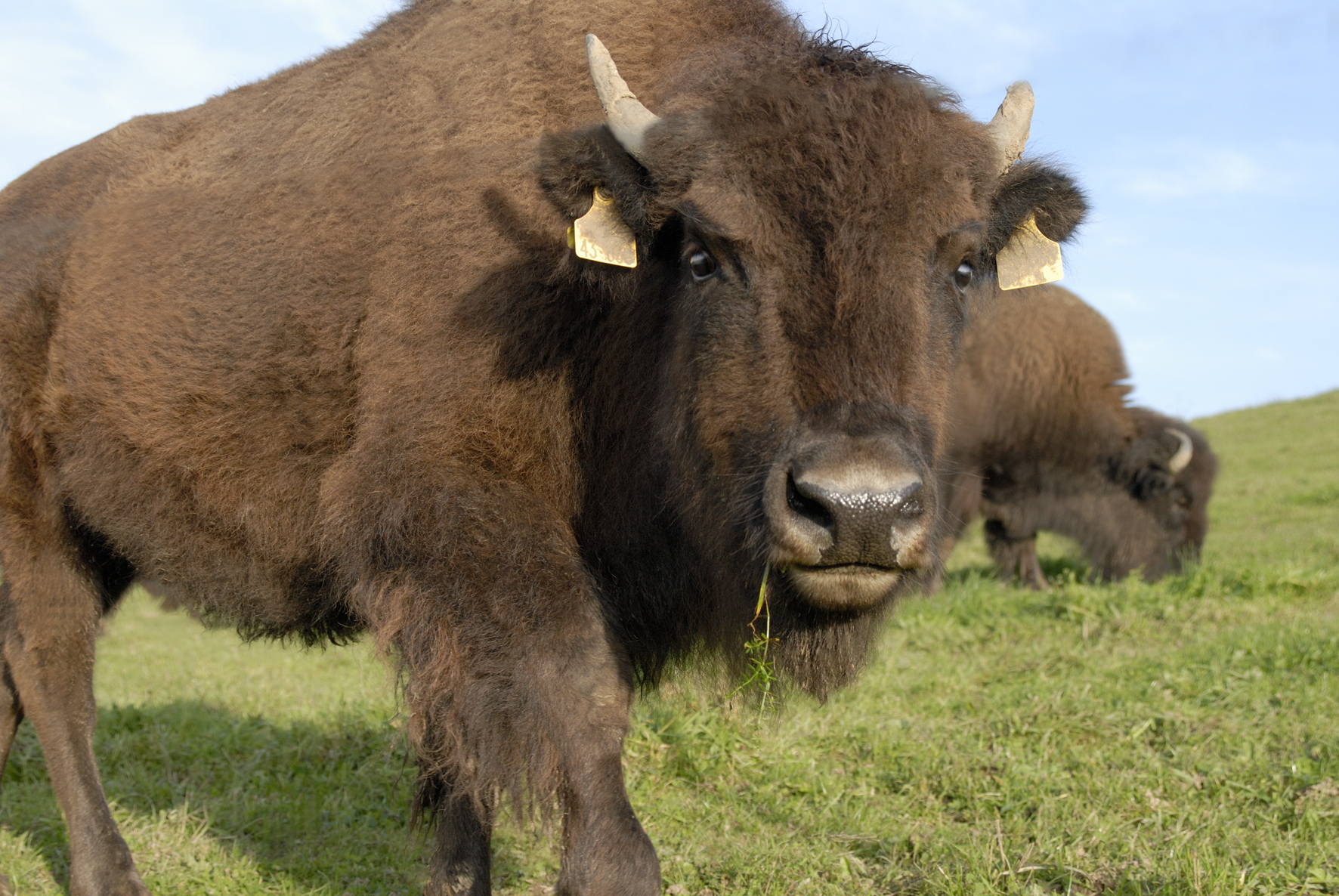
Bisons am Bodanrück

### Ludwigshafen (am Bodensee)
Ludwigshafen wird als Sernatingen 1145 erstmals urkundlich erwähnt. 1810 wurde Sernatingen im Grenzvertrag zwischen Württemberg und Baden badisch. 1826 wurde der neu errichtete Hafen von Großherzog Ludwig auf den Namen Ludwigshafen getauft. Auf Wunsch der Bewohner wurde dieser Name kurz darauf für die ganze Gemeinde übernommen. Ein Zeuge der Vergangenheit ist an der Schiffsanlegestelle der langgestreckte, wuchtige Bau des Zollhauses mit der Inschrift an der Hafenseite „Großherzogliches Badisches Hauptzollamt“ mit badischem Wappen. Das Gebäude wurde um 1990 umgebaut und dient seit 1993 als Rathaus, Bürger- und Gästezentrum.
Kurz vor Ende des Zweiten Weltkriegs war Ludwigshafen am 22. Februar 1945 im Rahmen der alliierten Operation Clarion, eines gemeinsamen Unternehmens der US-amerikanischen und britischen Luftstreitkräfte, Ziel eines Luftangriffes. Ziel der 320th Bombardment Group der USAAF mit sechs Mittelstreckenbombern vom Typ Martin B-26 Marauder aus dem lothringischen Épinal war der Rangierbahnhof von Ludwigshafen. Die Bomber warfen innerhalb von 70 Sekunden 48 Bomben ab, davon sechs mit einem chemischen Langzeitzünder. Bereits am 24. Juli 1944 fand ein Tieffliegerangriff auf mehrere Schiffe aus Konstanz statt, die im Hafen und in der Bucht von Ludwigshafen vermeintlich sicher stillgelegt waren. Eines sank im Hafen und zwei wurden vor Anker schwer beschädigt.

### Bodman-Ludwigshafen
Bis zur Kreisreform 1973 gehörten beide Orte zum Landkreis Stockach, seither zum Landkreis Konstanz. Am 1. Januar 1975 vereinigten sich Bodman und Ludwigshafen am Bodensee zur neuen Gemeinde Bodman-Ludwigshafen.

## Religionen
Die Bevölkerung von Bodman-Ludwigshafen ist überwiegend römisch-katholisch. So gibt es in beiden Teilorten je eine katholische Kirche und zusätzlich je eine katholische Kapelle. Aber auch die evangelische und die neuapostolische Kirche sind im Ort vertreten.

## Politik

### Gemeinderat
Der Gemeinderat in Bodman-Ludwigshafen besteht aus den 14 gewählten ehrenamtlichen Gemeinderäten und dem Bürgermeister als Vorsitzendem. Der Bürgermeister ist im Gemeinderat stimmberechtigt.
Die Kommunalwahl am 9. Juni 2024 führte zu folgendem Endergebnis.
| Parteien und Wählergemeinschaften | Parteien und Wählergemeinschaften           | % 2024  | Sitze 2024 | % 2019  | Sitze 2019 | Kommunalwahl 2024 %50403020100 40,42 %32,38 %10,35 %9,23 %7,62 % CDUFWSPDGrüneÖDPGewinne und Verlusteim Vergleich zu 2019 %p 8 6 4 2 0 −2 −4 −6−2,71 %p+1,20 %p−0,83 %p−5,29 %p+7,62 %pCDUFWSPDGrüneÖDP |
| CDU                               | Christlich Demokratische Union Deutschlands | 40,42   | 6          | 43,13   | 6          | Kommunalwahl 2024 %50403020100 40,42 %32,38 %10,35 %9,23 %7,62 % CDUFWSPDGrüneÖDPGewinne und Verlusteim Vergleich zu 2019 %p 8 6 4 2 0 −2 −4 −6−2,71 %p+1,20 %p−0,83 %p−5,29 %p+7,62 %pCDUFWSPDGrüneÖDP |
| FWV                               | Freie Wählervereinigung                     | 32,38   | 5          | 31,18   | 4          | Kommunalwahl 2024 %50403020100 40,42 %32,38 %10,35 %9,23 %7,62 % CDUFWSPDGrüneÖDPGewinne und Verlusteim Vergleich zu 2019 %p 8 6 4 2 0 −2 −4 −6−2,71 %p+1,20 %p−0,83 %p−5,29 %p+7,62 %pCDUFWSPDGrüneÖDP |
| SPD                               | Sozialdemokratische Partei Deutschlands     | 10,35   | 1          | 11,18   | 2          | Kommunalwahl 2024 %50403020100 40,42 %32,38 %10,35 %9,23 %7,62 % CDUFWSPDGrüneÖDPGewinne und Verlusteim Vergleich zu 2019 %p 8 6 4 2 0 −2 −4 −6−2,71 %p+1,20 %p−0,83 %p−5,29 %p+7,62 %pCDUFWSPDGrüneÖDP |
| GRÜNE                             | Bündnis 90/Die Grünen                       | 9,23    | 1          | 14,52   | 2          | Kommunalwahl 2024 %50403020100 40,42 %32,38 %10,35 %9,23 %7,62 % CDUFWSPDGrüneÖDPGewinne und Verlusteim Vergleich zu 2019 %p 8 6 4 2 0 −2 −4 −6−2,71 %p+1,20 %p−0,83 %p−5,29 %p+7,62 %pCDUFWSPDGrüneÖDP |
| ÖDP                               | Ökologisch-Demokratische Partei             | 7,62    | 1          | –       | –          | Kommunalwahl 2024 %50403020100 40,42 %32,38 %10,35 %9,23 %7,62 % CDUFWSPDGrüneÖDPGewinne und Verlusteim Vergleich zu 2019 %p 8 6 4 2 0 −2 −4 −6−2,71 %p+1,20 %p−0,83 %p−5,29 %p+7,62 %pCDUFWSPDGrüneÖDP |
| gesamt                            | gesamt                                      | 100,0   | 14         | 100,0   | 14         | Kommunalwahl 2024 %50403020100 40,42 %32,38 %10,35 %9,23 %7,62 % CDUFWSPDGrüneÖDPGewinne und Verlusteim Vergleich zu 2019 %p 8 6 4 2 0 −2 −4 −6−2,71 %p+1,20 %p−0,83 %p−5,29 %p+7,62 %pCDUFWSPDGrüneÖDP |
| Wahlbeteiligung                   | Wahlbeteiligung                             | 68,19 % | 68,19 %    | 64,18 % | 64,18 %    | Kommunalwahl 2024 %50403020100 40,42 %32,38 %10,35 %9,23 %7,62 % CDUFWSPDGrüneÖDPGewinne und Verlusteim Vergleich zu 2019 %p 8 6 4 2 0 −2 −4 −6−2,71 %p+1,20 %p−0,83 %p−5,29 %p+7,62 %pCDUFWSPDGrüneÖDP |

### Bürgermeister
- 1. Januar 1975 – 30. Juni 1975: Manfred Hilbert als Amtsverweser
- 1. Juli 1975 – 30. Juni 1991: Werner Debis
- 1. Juli 1991 – 30. Juni 1999: Helmut Herzog
- 1. Juli 1999 – 30. Juni 2023: Matthias Weckbach
- seit 1. Juli 2023: Christoph Stolz

Bürgermeister ist seit dem 1. Juli 2023 Christoph Stolz. Er wurde am 23. April 2023 mit 72,1 Prozent der Stimmen gewählt.

### Wappen
| Wappen der Gemeinde Bodman-Ludwigshafen | Blasonierung: „In Gold (Gelb) ein rot bewehrter und rot bezungter schwarzer Adler mit einem silbernen (weißen) Brustschild, worin drei sinkende grüne Lindenblätter (2:1).“ |
| Wappen der Gemeinde Bodman-Ludwigshafen | Wappenbegründung: Das am 17. Mai 1976 vom Landratsamt Konstanz verliehene Wappen vereinigt Elemente der Wappen der Ortsteile. Bodman führte seit der zweiten Hälfte des 17. Jahrhunderts ein Wappensiegel, das in gespaltenem Schild vorn einen halben Adler am Spalt mit einem Lindenzweig im Schnabel, hinten einen Lindenzweig zeigte; die Tingierung wurde 1895 festgelegt. Die Lindenzweige sind sicher eine Anspielung auf das Stammwappen der Herren von Bodman. Grundherr über Ludwigshafen (bis 1826 Sernatingen) war seit 1294 das Spital der Reichsstadt Überlingen, woran das 1896 geschaffene Gemeindewappen mit Adler (Reichsstadt) und Patriarchenkreuz im Brustschild (Spital) erinnerte. |

### Städtepartnerschaften
Seit dem 30. Juli 2000 gibt es eine Freundschaftsvereinbarung zwischen der damaligen Gemeinde Schweta (heute Stadt Mügeln) und der Gemeinde Bodman-Ludwigshafen.

## Kultur und Sehenswürdigkeiten

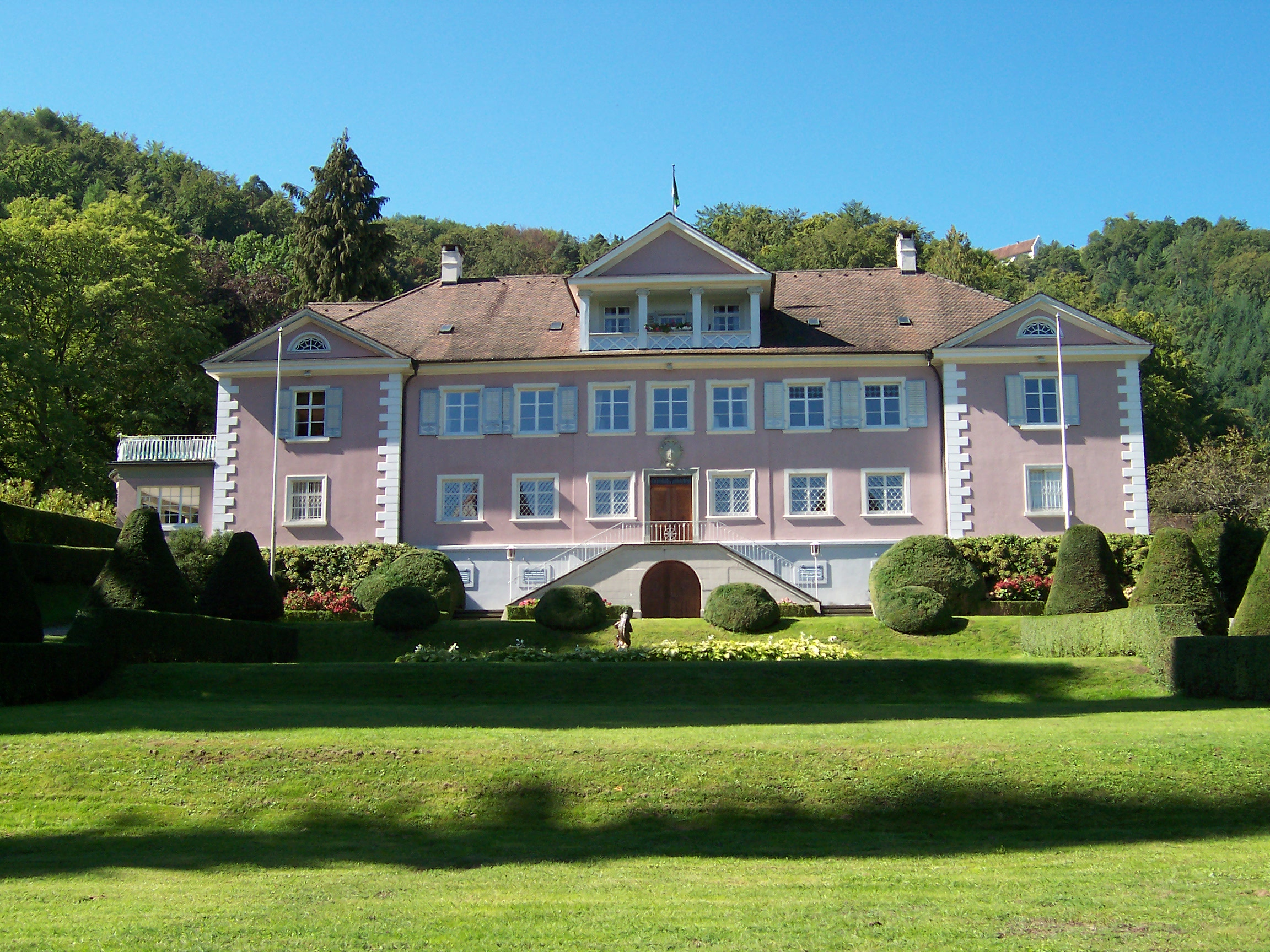
Gräfliches Schloss in Bodman

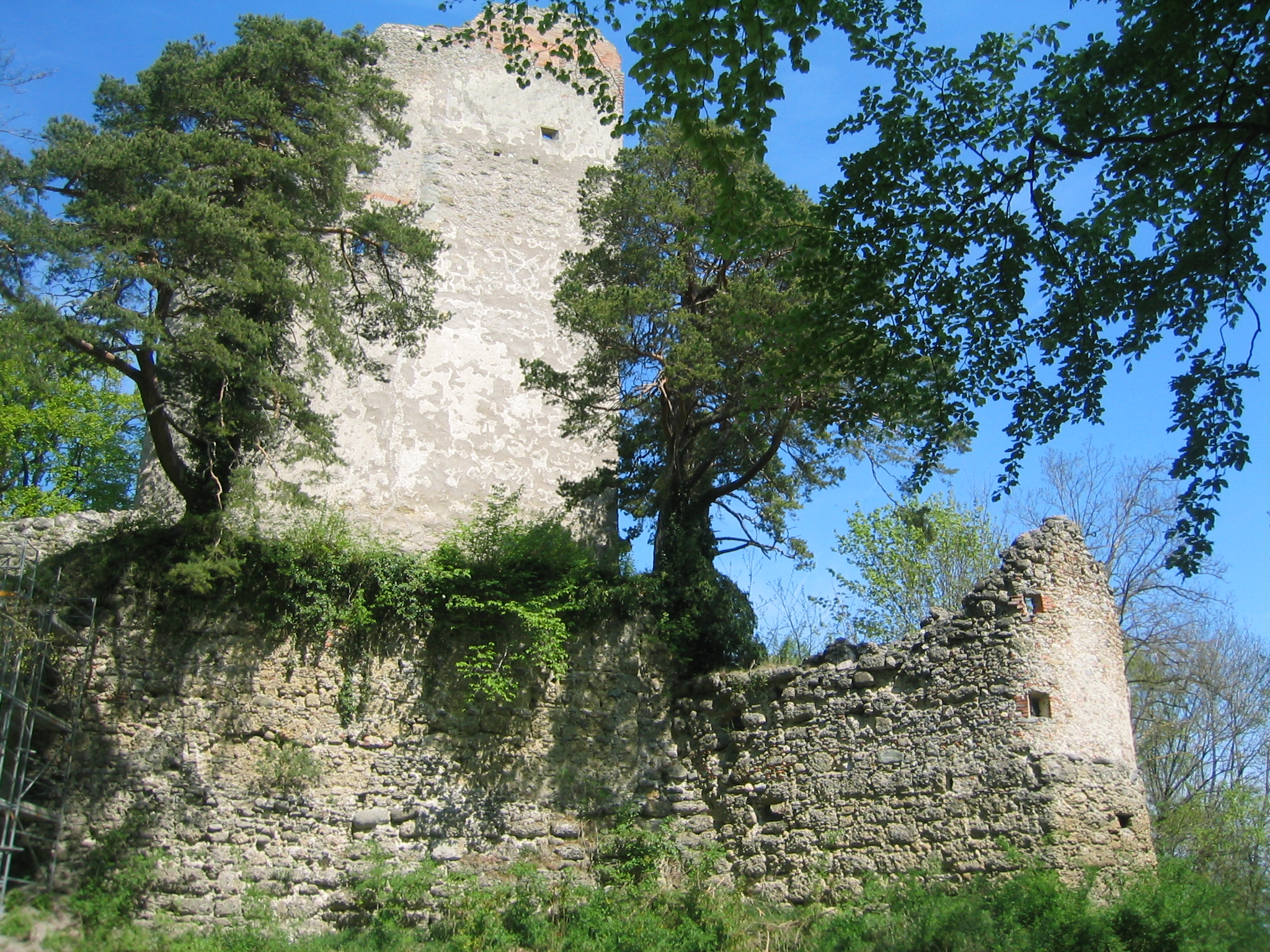
Ruine Altbodman

### Freilichtskulpturen

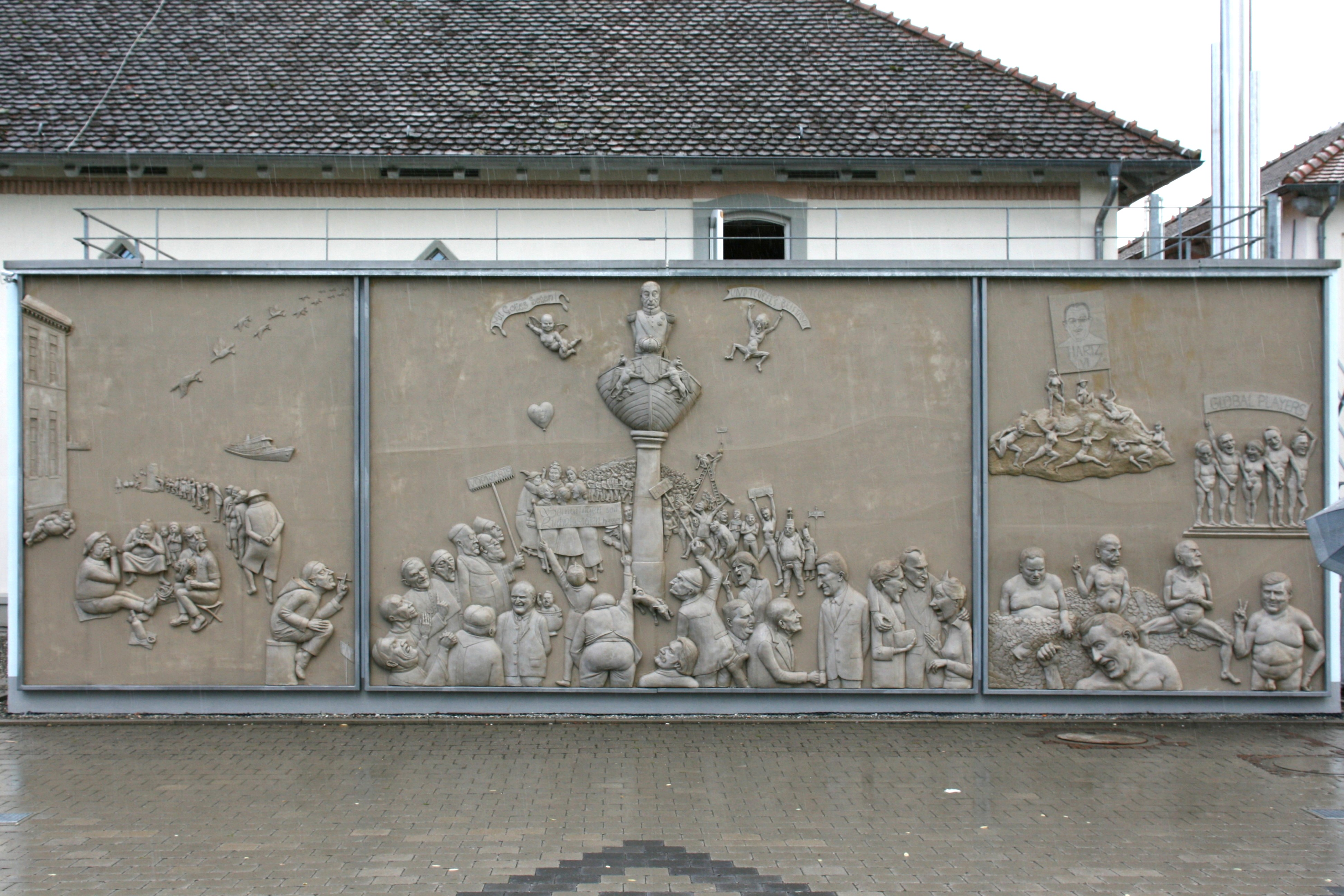
Das Triptychon Ludwigs Erbe

In der Kaiserpfalzstraße in Bodman am Ortsausgang Richtung Ludwigshafen befindet sich die Freilichtausstellung zahlreicher Skulpturen von Peter Lenk. An einem Gebäudesatellit des ehemaligen badischen Hauptzollamts am Ludwigshafener Hafen (seit 1993 Bürger- und Gästezentrum „Zollhaus“) persifliert das Relief Ludwigs Erbe von Peter Lenk die Umbenennung des Ortes von Sernatingen in Ludwigshafen und weist auf neuere Eingriffe der Politik anlässlich der Finanzkrise hin. Heftig diskutiert wurde die Darstellung von fünf Politikern als Global Players.

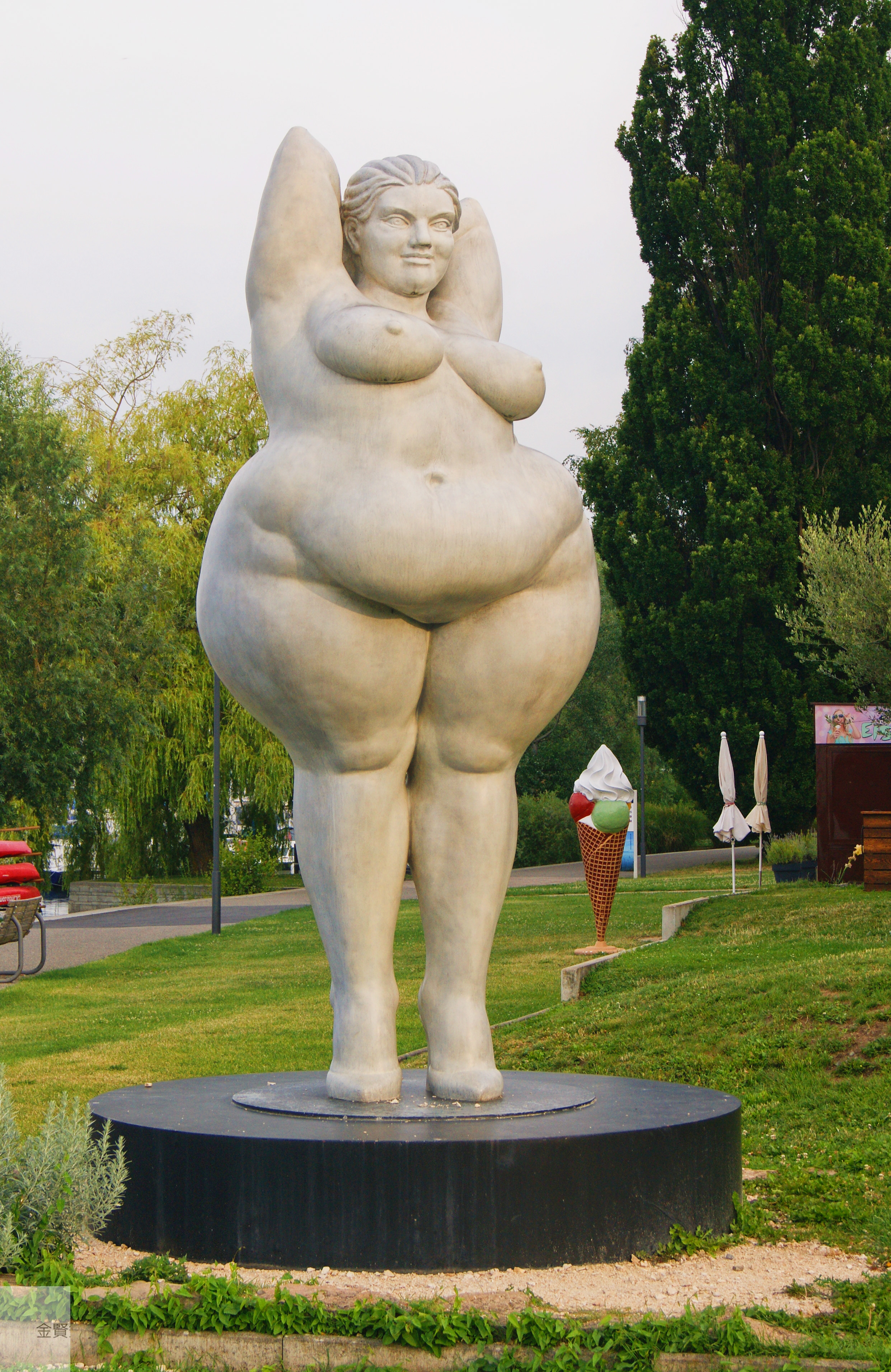
Yolanda von Miriam Lenk

An der Hafenpromenade steht die Skulptur Yolanda der Künstlerin Miriam Lenk, der in Bodman wohnhaften Tochter von Peter Lenk. Die Skulptur aus Epoxidharz wurde 2017 dort aufgestellt und „feiert die selbstbewusste Weiblichkeit jenseits aller Moden und Diktate“.

### Urweltmuseum Bodman im Schlosstorkel
Im 2021 eröffneten Urweltmuseum Bodman wird anhand zahlreicher Originalfunde und interaktiver Displays die Welt der Jurazeit vor 180 Millionen Jahren dargestellt. Die ausgestellten Fossilien stammen aus der Fossilfundstätte rund um Holzmaden und wurden in der Werkstatt der Präparatorenfamilie Hauff präpariert.  Zu sehen sind insbesondere Ichthyosaurier, Steneosaurier und Seelilien. Darüber hinaus wird auch die erdgeschichtliche Entstehung und Entwicklung des Bodensees über einen Zeitraum von 64.000 Jahren gezeigt.
Das Museum ist in dem 1772 erbauten und 2019 restaurierten Gebäude des alten Schlosstorkels untergebracht. Die denkmalgerechte Restaurierung des Gebäudes wurde 2019 mit dem Bundespreis für Handwerk in der Denkmalpflege ausgezeichnet. Im Inneren des Gebäudes befindet sich eine der größten erhaltenen Baumkeltern des Bodenseeraums. Mit der vermutlich im 17. Jahrhundert erbauten Torkelpresse (lat. torquere „drehen“, „pressen“) und dem bis zu fünf Tonnen Trauben fassenden Torkelbett war der Bodmaner Schlosstorkel einer der leistungsfähigsten seiner Art. Hier wurden noch bis ins 20. Jahrhundert Trauben aus dem „Königsweingarten“ gepresst.

### Ehemaliges Archäologisches Museum
Im Rathaus Bodman befand sich ein kleines Museum mit zahlreichen Fundstücken aus der Steinzeit. Da das Rathaus für den Neubau einer Veranstaltungshalle mit Tourist-Info, Bürgerbüro und Bistro abgebrochen wurde, besteht das Museum derzeit nicht. Es soll jedoch in moderner Form im neuen Gebäude wieder eingerichtet werden, wenn die Finanzierung gesichert werden kann. Bis dahin sind im Restaurant im neuen Gebäude „Seeum“ einige wenige Funde in Vitrinen ausgestellt.

### Bauwerke
In und bei Bodman:
- In Bodman befindet sich das gleichnamige Schloss Bodman. Es wurde 1831/32 durch Johann Baptist Wehrle (1791–1857) gebaut. Da es von der gräflichen Familie bewohnt wird, kann nur der Park besichtigt werden.
- Auf dem Bodanrück befinden sich die Ruine Altbodman sowie das Kloster Frauenberg. Letzteres war ursprünglich der Sitz der gräflichen Familie, bis 1307 ein Blitzschlag zum Brand geführt hatte. Der Legende nach verbrannte die gesamte gräfliche Familie, die Amme ließ in einem Kessel den kleinen Stammhalter Johannes zu Boden. Der Fundort ist heute durch einen kleinen Obelisken gekennzeichnet. Nach dem Brand wurde das Schloss dem Zisterzienser-Kloster in Salem für die Errettung des Stammhalters geschenkt. Das Kloster baute das abgebrannte Schloss zum Kloster Frauenberg aus. Im Zuge der Säkularisation gelangte dieses Kloster 1806 in den Besitz der gräflichen Familie zurück.
- Die Weilerkapelle in Bodman stand einst weit vor dem Ort. Sie wurde um 1700 erbaut. Das große Altarbild des Leidens und der Auferstehung Jesu stammt aus der 2. Hälfte des 16. Jahrhunderts.
- Katholische Pfarrkirche St. Peter und Paul[21]

Ehemalige Gebäude:
- Burg Bodman (Karolingische Königspfalz)
- Burg Bodman (Staufische Pfalz)
- Ehemaliges Schloss Bodman

In und bei Ludwigshafen:
- Die Seeseite von Ludwigshafen wird vom ehemaligen großherzoglich-badischen Hauptzollamt beherrscht. Nach wechselvoller Geschichte wurde das in den 1830er Jahren errichtete Gebäude von Grund auf saniert und wird seit 1993 als Bürger- und Gästezentrum Zollhaus sowie als Rathaus genutzt.
- Die St.-Anna-Kapelle in Ludwigshafen wurde 1734 erbaut und 1764 erweitert. Ihre Fassade ziert eine historisch interessante Ansicht von Ludwigshafen (um 1897).
- Katholische Pfarrkirche St. Otmar in Ludwigshafen
- Ehemalige Burg Laubegg
- Ehemaliges Knorenschloss

### Parks und Naturdenkmäler

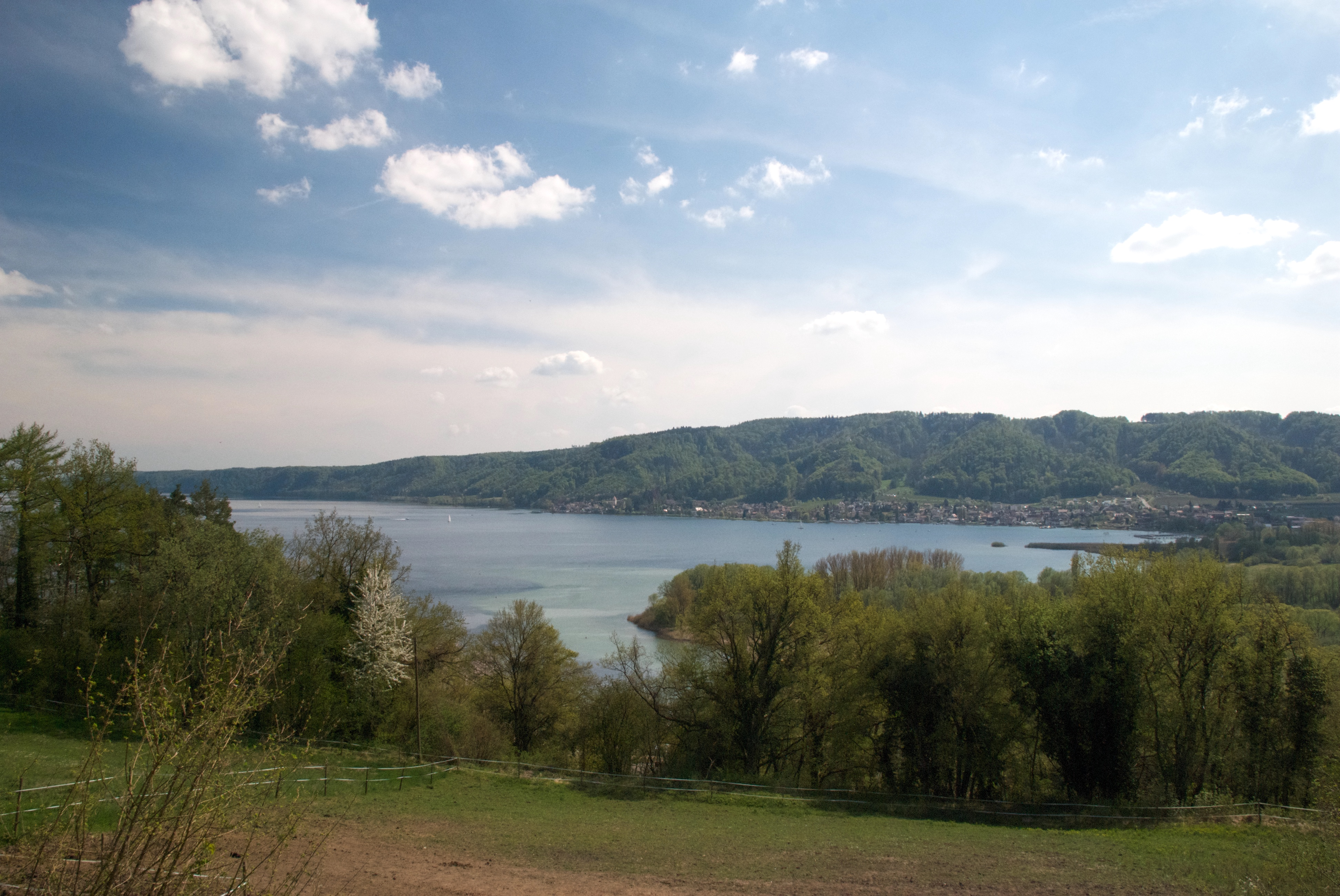
Blick aufs Naturschutzgebiet

Beide Ortsteile verfügen über ausgedehnte Uferparks mit Sicht auf den Überlinger Teil des Bodensees. Die Bodenseelandschaft ist am Uferbereich von zahlreichen Tobeln gekennzeichnet, östlich von Bodman zum Beispiel das Echotal mit Molasse-Felswänden. Das Naturschutzgebiet „Bodenseeufer (Bodman-Ludwigshafen)“ erstreckt sich entlang des ganzen Uferbereichs zwischen Bodman und Ludwigshafen mit dem Aachried.

### Gemälde von Bodman
- Georg Schulz: See-Ende bei Bodman, 1942. Im Archiv der Kunstsammlung Bodenseekreis in Schloss Salem.
- Werner Mollweide (1889–1978): Zahlreiche Aquarelle und Ölgemälde, überwiegend in Privatbesitz

### Sport
Aus sportlicher Sicht präsentiert die Gemeinde Bodman-Ludwigshafen ein breit gefächertes Angebot an Aktivitäten im Wasser und an Land. Surf- und Segelschulen bieten Kurse an, auch Wasserski und die Wakeboarden auf dem Programm, auch gibt eine Skike-Akademy. Die Gemeinde bietet ein ausgebautes Wander- und Radwegenetz, sowohl Bodman als auch Ludwigshafen liegen am Bodensee-Rundweg und am Bodensee-Radweg.
Im Oktober 2005 wurde zum Gedenken an die von 1969 bis 1981 durchgeführten Haldenhofrennen das Haldenhof-Revival veranstaltet. In fünf Klassen konnten sich Oldtimer und Rennfahrzeuge auf der etwa 1,7 Kilometer langen Bergstrecke messen. Alte Porsche, Maserati und Formelwagen ließen ein besonderes Flair entstehen. Die Veranstaltung fand im Oktober 2007 erneut statt.

### Regelmäßige Veranstaltungen

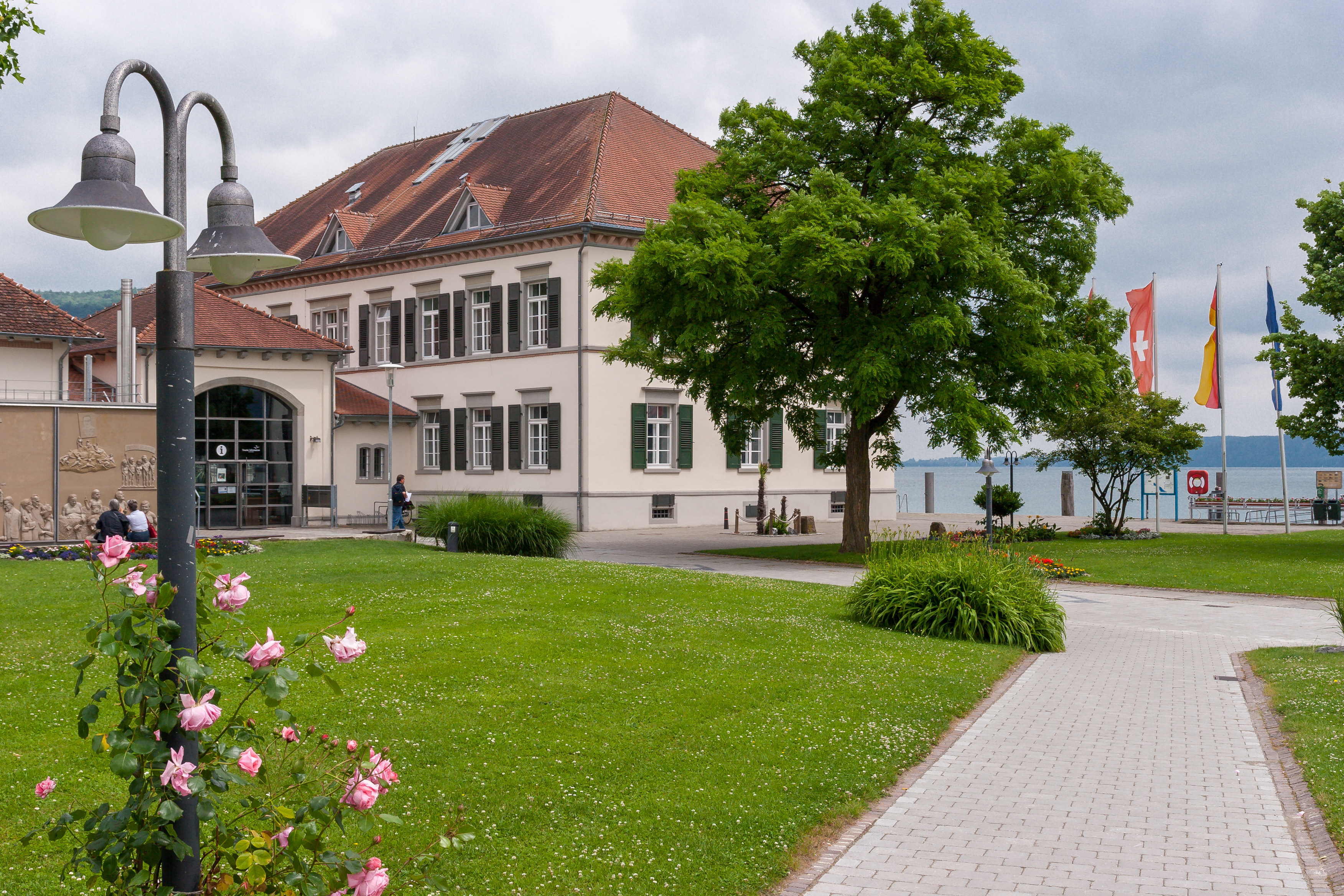
Zollhaus in (Bodman-) Ludwigshafen

Im Sommer finden regelmäßig Strandfeste in den Uferanlagen statt, so das Hafenfest rund um das Zollhaus mit Nachtflohmarkt am letzten Juni-Wochenende und das Seefest am dritten Wochenende im August mit einem großen Oldtimertreffen, beide in Ludwigshafen.

## Wirtschaft und Infrastruktur

### Übersicht
Beide Ortsteile sind stark durch Obstanbau und Fremdenverkehr geprägt.
Eine kleine exponierte Weinlage ist der Königsweingarten in Bodman. Hier wurde im Jahre 884 durch Kaiser Karl den Dicken erstmals in Deutschland die Spätburgunderrebe angepflanzt.

### Verkehr

#### Straßenverkehr
Die neue Strecke der Bundesstraße 31 führt nicht mehr durch Ludwigshafen, sondern als Fortsetzung der Bundesautobahn 98 in Richtung Osten, damit ist Ludwigshafen vom Schwerverkehr entlastet. Durch Ludwigshafen führt aber noch die Verbindung Radolfzell–Überlingen.

##### Buslinien
Als Teil der Strecke Stahringen—Stockach verkehrt zwischen Bodman und Ludwigshafen die Buslinie 105 (vormals 7375C). Außerdem wird im Verlauf der Strecke Überlingen—Stockach der Ortsteil Ludwigshafen über die Linien 7377 und 7389 bedient. In Ludwigshafen beginnt die AST-Linie 677 in die westlichen Überlinger Teilorte. In den baden-württembergischen Sommerferien wird zudem die Linie 7395 Friedrichshafen—Überlingen über Ludwigshafen bis Bodman verlängert.

#### Schienenverkehr
Der Ortsteil Ludwigshafen ist durch die Bodenseegürtelbahn an das Eisenbahnnetz sowohl nach Westen und in die Schweiz wie nach Osten zur Nordseite des gesamten Sees durch stündliche Regionalbahnen der Linie RB31 (Radolfzell – Friedrichshafen) betrieben durch die Deutsche Bahn angebunden. Zudem verkehren saisonal Freizeit-Express-Züge an Wochenenden und Feiertagen der SVG zwischen Stuttgart, Ulm, Friedrichshafen und Singen.
Die Gemeinde befindet sich Verkehrsverbund-Hegau-Bodensee (VHB)

#### Radverkehr
Durch eine Alltagsroute aus dem Radnetz Baden-Württemberg ist Ludwigshafen mit Stockach und über Sipplingen mit Überlingen verbunden.
Durch die Gemeinde verlaufen die folgenden Landes-Radfernwege:
- Der Bodensee-Radweg umrundet den Bodensee. Er ist auf der Nordseite des Sees auch ein Teil der D-Route 8 (Rhein-Route)[23]. Die D-Route 8 führt aber im Gegensatz zum Bodensee-Radweg nicht über Konstanz, sondern kürzt ab und führt direkt von Radolfzell über Stahringen nach Ludwigshafen. Der Bodensee-Radweg aus Richtung Konstanz verläuft zwischen Wallhausen und Bodman nicht am See, sondern über den Bodanrück und tangiert Bodman daher nur.
- In Ludwigshafen beginnt der Schwäbische-Alb-Radweg. Er führt über die ganze Schwäbische Alb vom Bodensee nach Donauwörth. Er verläuft von Ludwigshafen über Espasingen nach Wahlwies und über Eigeltingen, Aach und Engen Richtung Donauversickerung bei Immendingen.
- Der Hohenzollern-Radweg führt von Konstanz über Ludwigshafen und Meßkirch und die hohenzollerischen Städte Sigmaringen und Hechingen nach Weinstadt im Rems-Murr-Kreis.

#### Wanderwege
Bodman ist der einzige Ort am Bodensee ohne jegliche Durchgangsstraße. Selbst für Radfahrer ist der Uferweg aus Richtung Wallhausen nach Bodman nicht befahrbar, so dass der Weg von Wallhausen über die Marienschlucht nach Bodman als Teil des Bodensee-Rundweges den Wanderern vorbehalten bleibt.
Der Wanderparkplatz Am Königsweingarten beim sogenannten „Wassertürmle“ ist Start- und Zielpunkt der Runde 11 der Hegau-Burgenwege.
Durch Ludwigshafen und Bodman verläuft der Hegauer Jakobsweg, eins von sechs Via-Beuronensis-Teilstücken zwischen Neckar und Bodensee.

#### Schifffahrt
Die Kurslinie des Schifffahrtsbetriebs Deinis verbindet während der Saison einige Male am Tag im Zickzackkurs die Orte am Überlinger See zwischen Bodman und Überlingen einschließlich der Marienschlucht.

### Ansässige Unternehmen
In der Gemeinde gibt es Bootswerften, Obstverwertungen, Gärtnereien und viele Gaststätten, ferner metallverarbeitende Betriebe, IT und Telekommunikation, Handel und Handwerk. Im „Königsweingarten“ der gräflichen Familie von Bodman wird Wein angebaut.

### Medien
Südkurier, s’Blättle (Gemeindemitteilungsblatt) sowie das Wochenblatt.

### Öffentliche Einrichtungen

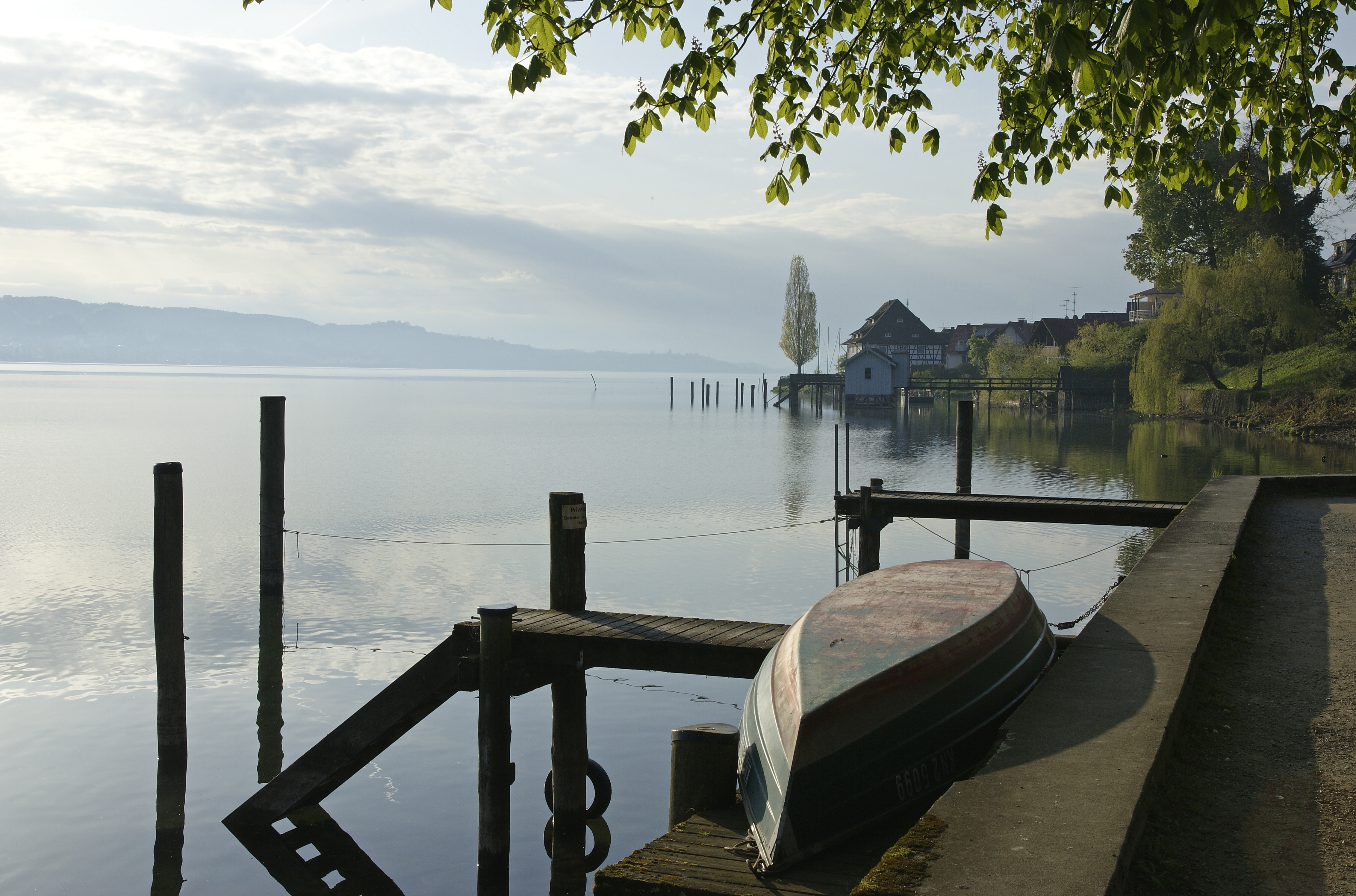
Einsames Boot

Bürger- und Gästezentrum Zollhaus, Parkanlagen am Seeufer in Bodman und Ludwigshafen, Natur-Strandbad Bodman, Natur-Strandbad Ludwigshafen.

### Bildung
In der Gemeinde gibt es mit der Sernatingen Schule eine Grund- und Hauptschule mit Werkrealschule, die über Standorte in beiden Teilorten verfügt.

## Persönlichkeiten

### Ehrenbürger
- 1925: Hugo Schlosser (1862–1948), Lehrer (Ehrenbürger der damals selbständigen Gemeinde Bodman)
- 1925: Karl Weber (1862–1934), Altbürgermeister (Ehrenbürger der damals selbständigen Gemeinde Bodman)
- 1925: Franz-Josef Baumann (1851–1944), Pfarrer, Geistlicher Rat und Dekan (Ehrenbürger der damals selbständigen Gemeinde Bodman). Er wirkte in Bodman von Dezember 1884 bis Oktober 1937 und wurde in unmittelbarer Nähe der gräflichen Begräbnisstätte in einem Ehrengrab beigesetzt.
- 1948: Wilhelm Schäfer (1868–1952), deutscher Schriftsteller (Ehrenbürger der damals selbstständigen Gemeinde Bodman)
- 1969: Johannes Graf von und zu Bodman (1899–1976), Land- und Volkswirt (Ehrenbürger der damals selbständigen Gemeinde Bodman)
- 1973: Paul Weber (1893–1985), Obstbaupionier, Politiker, Prähistoriker und Kunstsammler (Ehrenbürger der damals selbständigen Gemeinde Bodman)
- 2010: Wilderich Graf von und zu Bodman (* 12. Dezember 1936 in Möggingen), Chef des Adelshauses Bodman, Unternehmer und Kommunalpolitiker (CDU).
- 2024: Matthias Weckbach, ehemaliger Bürgermeister (1999–2024) der Gemeinde Bodman-Ludwigshafen.[25]

### Söhne und Töchter der Gemeinde
- Matthias Öttl (1675–1725) Sänger, Komponist und Mitglied der Wiener Hofmusikkapelle
- Franz von und zu Bodman (1835–1906), Reichstags- und Landtagsabgeordneter (Zentrum)
- Sophie Ley (1849–1918), Landschafts-, Stillleben-, Blumenmalerin und Lithografin
- Paul Weber (1893–1985), Obstbauer, Politiker, Prähistoriker und Kunstsammler
- Johann Nikolaus Freiherr von und zu Bodman (1903–1988), Ornithologe und Naturschützer
- Ulrich Goll (* 1950), Politiker (FDP), ehemaliger Justizminister und ehemaliger stellvertretender Ministerpräsident von Baden-Württemberg

### Persönlichkeiten mit Verbindung zur Gemeinde
- Pit Beirer (* 1972), ehemaliger Motorradrenn- und Motocrossfahrer, wuchs in Bodman-Ludwigshafen auf.

Bekannte Einwohner
- Albert Hartl (1904–1982), Publizist
- Johann Hüglin (vor 1490–1527), Frühmessner (Pfarrer) und evangelischer Märtyrer
- Peter Lenk (* 1947), Bildhauer
- Miriam Lenk (* 1975), Bildhauerin
- Ingo Lenßen (* 1961), Jurist und TV-Schauspieler
- Sascha Maier (* 1974), Sportler
- Heinrich Scharrelmann (1871–1940), Pädagoge und Schriftsteller
- Gerhard Schumann (1911–1995), Schriftsteller
- Klaus Schweinsberg (* 1970), Journalist und Wirtschaftswissenschaftler
- Jürgen Wieshoff (* 1961), Journalist und Autor